# Mem
Mem (engl. meme, IPA: ) je izraz koji označava jedinicu kulturološke informacije, kao što su kulturološka praksa ili ideja, koja se prenosi verbalno ili ponavljanjem neke radnje od jednog uma do drugog. Reč predstavlja skraćenicu od mimeme (od grčke reči mimēma koja označava nešto što se imitira). Tvorac reči, teoretičar evolucije Ričard Dokins, želeo je da reč podseća na englesku reč gene (gen), zbog čega ju je skratio. Njegova ideja bila je da stvori izraz koji će označavati ideju replikacije, naročito u konotaciji da meme parazitira na ljudima tako što ih tera da ga šire, kao što to čine virusi. Memi se mogu smatrati jedinicama kulturološke evolucije. Ideje mogu da evoluiraju na način koji je analogan sa biološkom evolucijom. Neke ideje bolje preživljavaju od drugih; ideje mogu da mutiraju, na primer, kroz nerazumevanje; dve ideje mogu da se spajaju kako bi proizvele novu ideju koja uključuje elemente obe roditeljske ideje.

## Spoljašnje veze
- (језик: енглески)
- (језик: енглески)
- (језик: енглески)
- (језик: енглески)